# Ranunculus fenzlii
Ranunculus fenzlii är en ranunkelväxtart som beskrevs av Pierre Edmond Boissier. Ranunculus fenzlii ingår i släktet ranunkler, och familjen ranunkelväxter. Inga underarter finns listade i Catalogue of Life.